# Mahesh Bhatt
Mahesh Bhatt (nacido el 20 de septiembre de 1948) es un director de cine, productor y guionista indio conocido por sus trabajos en el cine hindi . Ha recibido numerosos galardones, incluidos cinco Premios Nacionales de Cine y cuatro Premios Filmfare . Una película notable de su período anterior es Saaransh (1984), proyectada en el 14º Festival Internacional de Cine de Moscú . Se convirtió en la candidatura oficial de la India para el Premio de la Academia a la Mejor Película en Lengua Extranjera de ese año.  La película Naam de 1986 fue su primera pieza de cine comercial.  En 1987, se convirtió en productor de la película Kabzaa bajo el lema Vishesh Films, con su hermano Mukesh Bhatt . En 2013, fue incluido en el Paseo de la Fama de Bollywood, en Bandra Bandstand, donde se conservó la huella de su mano. 
Hijo del director Nanabhai Bhatt, se convirtió en uno de los directores más reconocidos de la industria cinematográfica india en la década siguiente, realizando obras de arte como Daddy (1989) y Swayam (1991), así como éxitos románticos comerciales, como Aashiqui (1990) y Dil Hai Ki Manta Nahin (1991), en la que protagonizó a Pooja Bhatt junto al actor Aamir Khan . Luego dirigió Sadak (1991), que fue un éxito y sigue siendo su película más taquillera dirigida o producida por Vishesh Films. 

## Primeros años de vida
Bhatt nació el 20 de septiembre de 1948 en Bombay, en una familia gujarati, de padres Nanabhai Bhatt y Shirin Mohammad Ali.  El padre de Bhatt era un brahmán hindú nagar  y su madre era musulmana .   
Entre sus hermanos se encuentra el productor de cine indio, Mukesh Bhatt . Bhatt realizó sus estudios escolares en la escuela secundaria Don Bosco en Matunga . Mientras todavía estaba en la escuela, Bhatt comenzó a trabajar en verano para ganar dinero y, al mismo tiempo, hacía anuncios de productos. Conoció al director de cine Raj Khosla a través de conocidos. Bhatt empezó entonces como asistente de dirección de Khosla. 